# Добровольская, Татьяна Николаевна
Татьяна Николаевна Добровольская (род. ок. 1935) — юрист, специалист по проблемам правосудия в СССР; доктор юридических наук с диссертацией о вопросах советское правосудия (1965); профессор юридического факультета Ленинградского государственного университета; научная сотрудница Всесоюзного института юридических наук; автор статей в БСЭ (3-е изд.).

## Работы
Татьяна Добровольская является автором и соавтором нескольких десятков научных публикаций, включая несколько монографий, учебников и учебных пособий; она специализируется, в основном, на проблемах советской юстиции:
- «Верховный суд республики (устройство суда и организация работы)» (М., 1960) (в соавт.);
- «Верховный Суд СССР» (М., 1964);
- «Деятельность суда, связанная с исполнением приговоров» (М., 1975);
- «Изменение обвинения в судебных стадиях советского уголовного процесса» (М., 1977).
- Принципы советского уголовного процесса : (Вопросы теории и практики). — Москва : Юрид. лит., 1971. — 199 с.
- Деятельность суда, связанная с исполнением приговоров. — Москва : б. и., 1979. — 140 с.
- Отчеты судей и народных заседателей. — Москва : Юрид. лит., 1969. — 51 с.; 20 см. — (Б-чка народного судьи и народного заседателя/ Всесоюз. ин-т по изучению причин и разработке мер предупреждения преступности).
- Ответственность за правонарушения несовершеннолетних / Т. Н. Добровольская, Д. И. Леошкевич. — Кишинев : Картя молдовеняскэ, 1967. — 57 с.
- Как устроены суд и прокуратура в СССР : Пособие для слушателей / Т. Н. Добровольская, С. Г. Новиков, М. Ю. Рагинский. — Москва : Знание, 1978. — 96 с.; 20 см. — (Народный университет. Факультет правовых знаний).
- Добровольская Т. Н. Теоретические вопросы систематизации советского уголовного и уголовно-процессуального законодательства (Тезисы сообщения) / Т. Н. Добровольская, А. С. Шляпочников // Научная сессия, посвященная теоретическим вопросам систематизации советского законодательства (Тезисы докладов и сообщений) / Всесоюзный институт юридических наук. — М., 1961. — С. 56—61.
- Добровольская Т. Н. Понятие советского социалистического правосудия / Т. Н. Добровольская // Ученые записки / Всесоюзный институт юридических наук. — М., 1963. — Выпуск 16. — С. 3—45.